# Tümenbilegijn Tüwszintulag
Tümenbilegijn Tüwszintulag (ur. 22 stycznia 1992) – mongolski zapaśnik walczący w stylu wolnym. Brązowy medalista mistrzostw świata w 2018; piąty w 2021. Piąty na igrzyskach azjatyckich w 2014. Brązowy medalista mistrzostw Azji w 2016 i 2023. Szósty w Pucharze Świata w 2016; 2018 i 2019. Akademicki mistrz świata w 2014 roku.